# Milka Eftimova
Milka Eftimova (mak. Милка Ефтимова), makedonska altistka, oprena in koncertna pevka, * 23. februar 1936, Radoviš, Makedonija, † 13. avgust 2025, Skopje, Makedonija.
Eftimova je leta 1960 diplomirala pri prof. J. Batettu  na ljubljanski Akademiji za glasbo. V letih 1961−1963 je bila solistka Opere v Skopju, 1967–1978 Opere v Ljubljani, 1987–1991 je ponovno pela v Skopju. Leta 1983 je začela poučevati na Akademiji za glasbo v Skopju in tam nastopati tudi kot koncertna pevka. V tem obdobju je nastopala na turnejah v 16 državah.